# Этабль-сюр-Мер
Эта́бль-сюр-Мер (фр. Étables-sur-Mer, брет. Staol, галло Establ) — коммуна во Франции, находится в регионе Бретань. Департамент — Кот-д’Армор. Главный город кантона Этабль-сюр-Мер. Округ коммуны — Сен-Бриё.
Код INSEE коммуны — 22055.

## География
Коммуна расположена приблизительно в 390 км к западу от Парижа, в 105 км северо-западнее Ренна, в 14 км к северу от Сен-Бриё.
Коммуна расположена на западном берегу залива Сен-Мало.

## Население
Население коммуны на 2010 год составляло 3062 человека.
| 1962 | 1968 | 1975 | 1982 | 1990 | 1999 | 2010 |
| ---- | ---- | ---- | ---- | ---- | ---- | ---- |
| 1928 | 1954 | 2041 | 2039 | 2121 | 2514 | 3062 |

## Администрация
| Период | Период | Фамилия          | Партия | Примечания |
| ------ | ------ | ---------------- | ------ | ---------- |
| 2001   | 2008   | Пьер Ле Корно    |        |            |
| 2008   | 2011   | Марсель Пенсемен |        |            |
| 2011   | 2014   | Жерар Лоск       |        |            |

## Экономика
В 2007 году среди 1657 человек в трудоспособном возрасте (15—64 лет) 1112 были экономически активными, 545 — неактивными (показатель активности — 67,1 %, в 1999 году было 65,0 %). Из 1112 активных работали 997 человек (529 мужчин и 468 женщин), безработных было 115 (53 мужчины и 62 женщины). Среди 545 неактивных 124 человека были учениками или студентами, 258 — пенсионерами, 163 были неактивными по другим причинам.

## Достопримечательности
- Вилла Ла-Карюэль (1913 год). Исторический памятник с 2009 года[3]
- Монументальный крест (XVI век). Исторический памятник с 1918 года[4]

## Фотогалерея

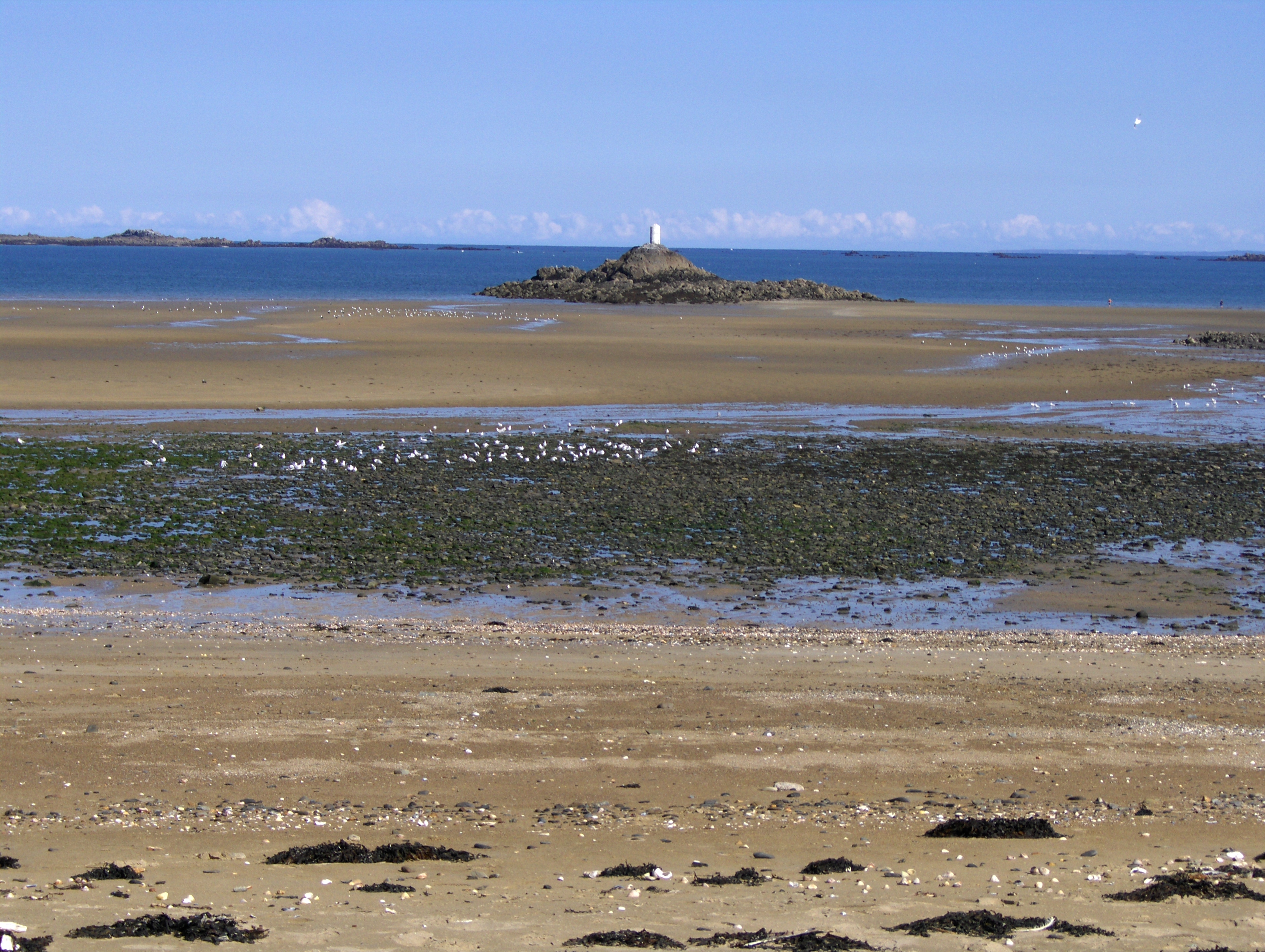
Пляж Мулен
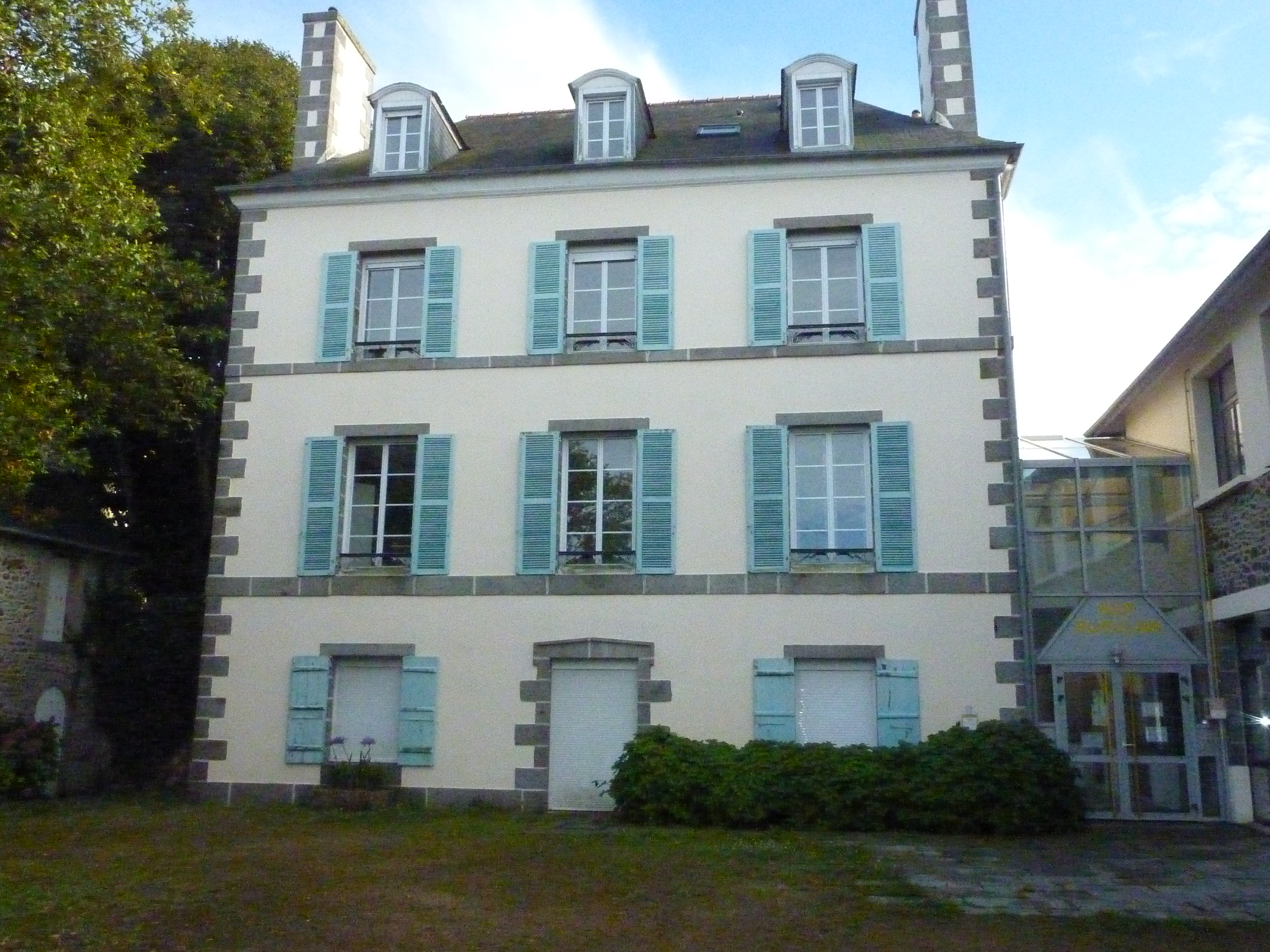
Вилла Кер-Рюэллан
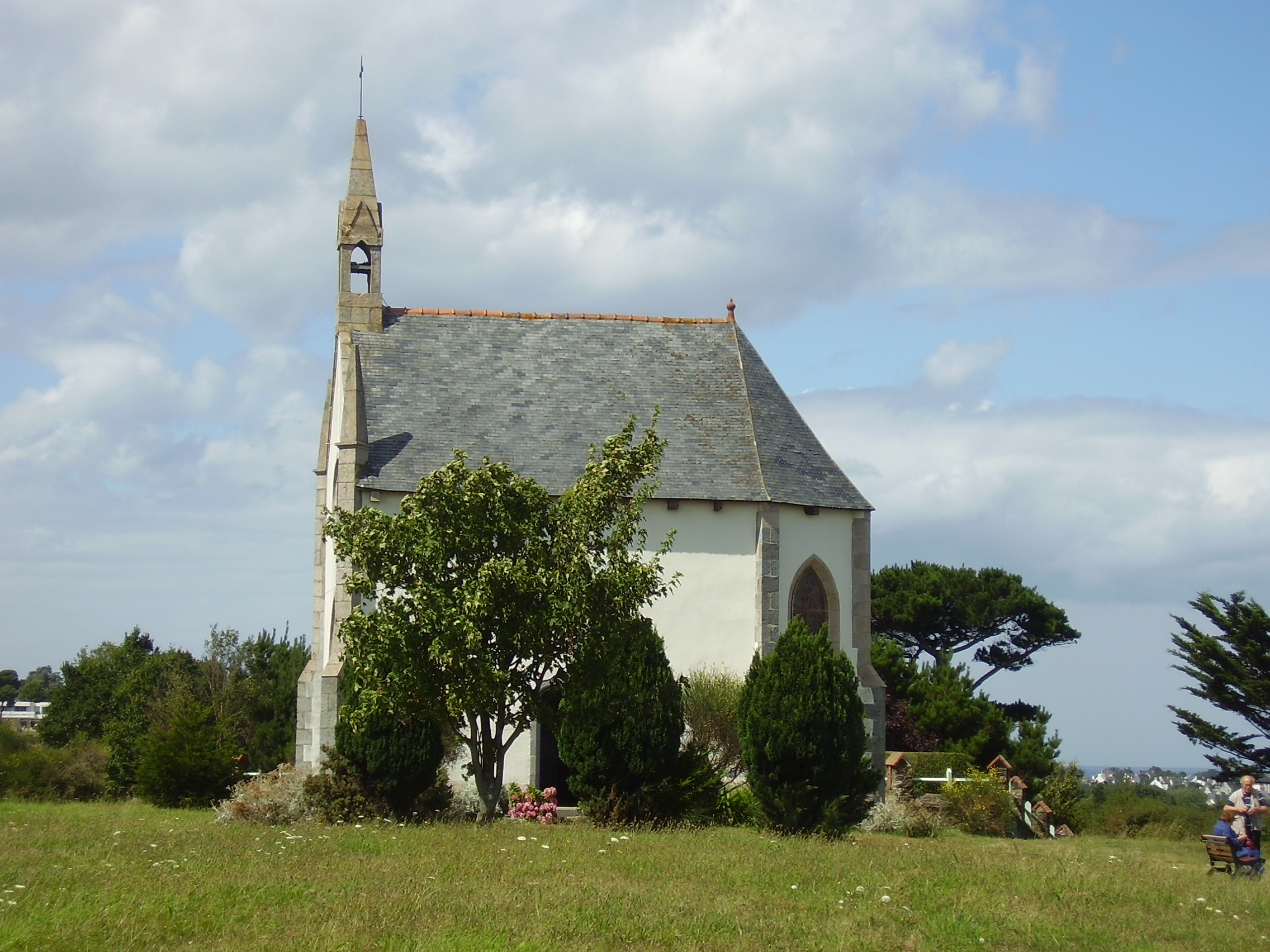
Часовня Нотр-Дам
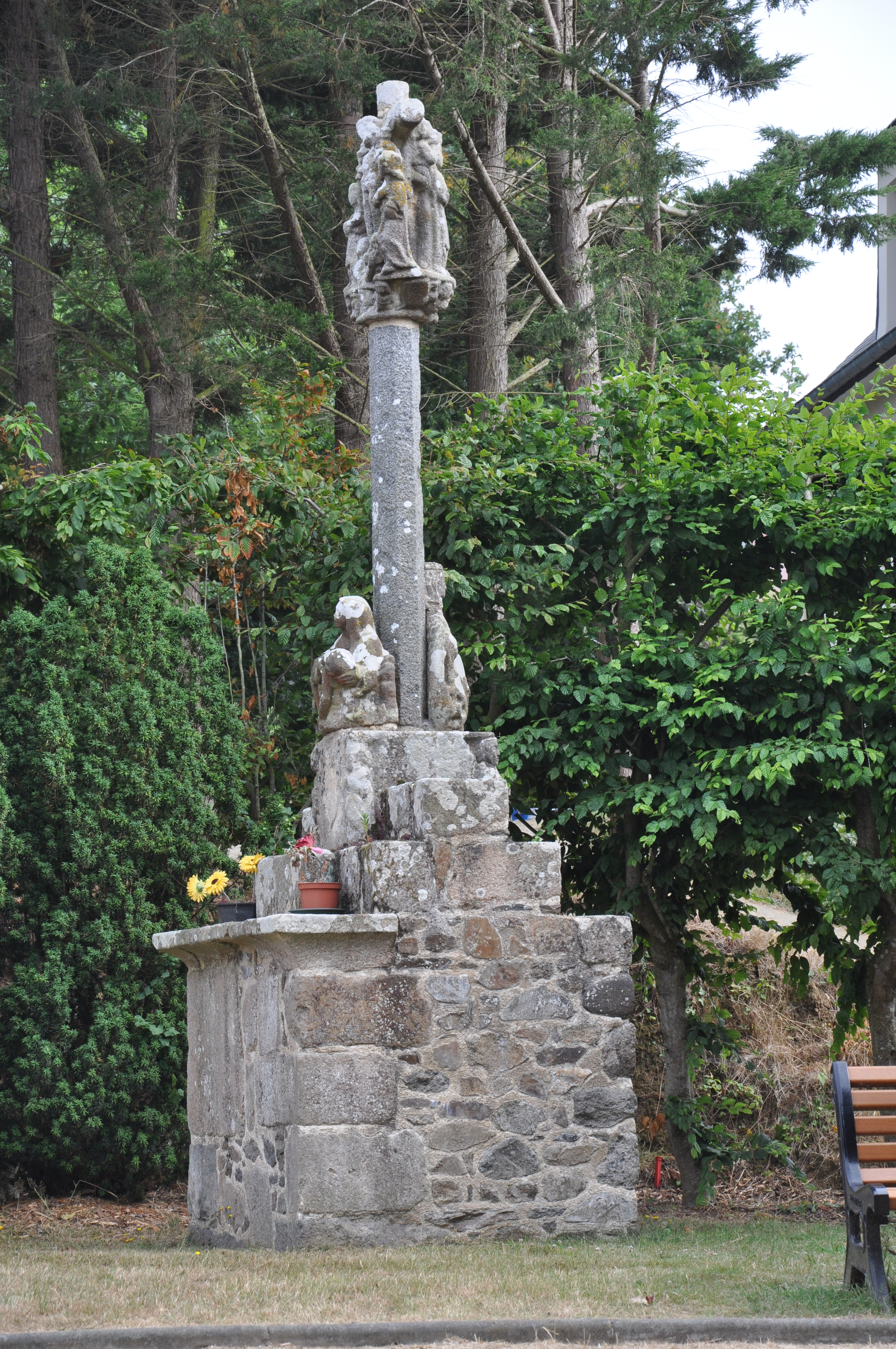
Монументальный крест